# Heteromigas
Heteromigas is een geslacht van spinnen uit de familie Migidae.

## Soorten
- Heteromigas dovei Hogg, 1902
- Heteromigas terraereginae Raven, 1984